# Thư tín dụng
Thư tín dụng (Letter of Credit - viết tắt là L/C) là một cam kết thanh toán có điều kiện bằng văn bản của một tổ chức tài chính (thông thường là ngân hàng) đối với người thụ hưởng L/C (thông thường là người bán hàng hoặc người cung cấp dịch vụ) với điều kiện người thụ hưởng phải xuất trình bộ chứng từ phù hợp với tất cả các điều khoản được quy định trong L/C, phù hợp với Quy tắc thực hành thống nhất về tín dụng chứng từ (UCP) được dẫn chiếu trong thư tín dụng và phù hợp với Tập quán ngân hàng tiêu chuẩn quốc tế dùng để kiểm tra chứng từ trong phương thức tín dụng chứng từ (ISBP).

## Lịch sử
Thư tín dụng đã được sử dụng ở Châu Âu từ thời cổ đại. Thư tín dụng truyền thống được điều chỉnh bởi các quy tắc và thủ tục được quốc tế công nhận hơn là bởi luật quốc gia. Phòng Thương mại Quốc tế (ICC) đã giám sát việc chuẩn bị Thông lệ và Tập quán thống nhất cho Tín dụng Chứng từ (UCP) đầu tiên vào năm 1933, tạo ra một khuôn khổ tự nguyện cho các ngân hàng thương mại áp dụng cho các giao dịch trên toàn thế giới.
Vào cuối thế kỷ 19 và đầu thế kỷ 20, những người lữ hành (travelers) thường mang theo thư tín dụng hình tròn do một ngân hàng quan hệ phát hành, cho phép người thụ hưởng rút tiền mặt từ các ngân hàng khác trong hành trình của họ. Loại thư tín dụng này cuối cùng đã được thay thế bằng séc lữ hành  , thẻ tín dụng và máy rút tiền tự động .
Mặc dù thư tín dụng ban đầu chỉ tồn tại dưới dạng văn bản giấy, chúng đã phát triển và thường xuyên được phát hành bằng điện báo vào cuối thế kỷ 19 và bằng telex vào nửa sau thế kỷ 20. Bắt đầu từ năm 1973 với sự ra đời của SWIFT , các ngân hàng bắt đầu chuyển sang trao đổi dữ liệu điện tử như một phương tiện kiểm soát chi phí. Và vào năm 1983, UCP đã được sửa đổi để cho phép "truyền qua điện thoại (teletransmission)" thư tín dụng (LC). Đến thế kỷ 21, đại đa số các LC được phát hành dưới dạng điện tử và các LC hoàn toàn "không phải bản giấy" đang trở nên phổ biến hơn.

## Chức năng
Thư tín dụng là một phương thức thanh toán quan trọng trong thương mại quốc tế. Nó đặc biệt hữu ích khi người mua và người bán có thể không biết nhau và bị ngăn cách bởi khoảng cách, luật pháp khác nhau ở mỗi quốc gia và phong tục buôn bán khác nhau.
Đây là một phương pháp chính trong thương mại quốc tế để giảm thiểu rủi ro mà người bán hàng hóa phải chịu khi cung cấp hàng hóa đó cho người mua. Nó thực hiện điều này bằng cách đảm bảo rằng người bán được thanh toán khi xuất trình các chứng từ được quy định trong hợp đồng mua bán giữa người mua và người bán. Có nghĩa là, thư tín dụng là một phương thức thanh toán được sử dụng để thực hiện các nghĩa vụ pháp lý đối với việc thanh toán từ người mua cho người bán, bằng cách yêu cầu một ngân hàng thanh toán trực tiếp cho người bán. Do đó, người bán dựa vào rủi ro tín dụng của ngân hàng chứ không phải người mua, để nhận tiền thanh toán.
Ngân hàng sẽ thanh toán cho người bán giá trị của hàng hóa khi người bán cung cấp các công cụ chuyển nhượng , các chứng từ mà bản thân nó đại diện cho hàng hóa. Sau khi xuất trình chứng từ, hàng hóa theo truyền thống sẽ nằm trong sự kiểm soát của ngân hàng phát hành, điều này cung cấp cho họ sự an toàn trước rủi ro rằng người mua (người đã chỉ định ngân hàng thanh toán cho người bán) sẽ trả nợ ngân hàng vì đã thanh toán như vậy.Trong trường hợp người mua không thể thanh toán tiền mua hàng, người bán có thể yêu cầu thanh toán qua ngân hàng. Ngân hàng sẽ xem xét nhu cầu của người thụ hưởng và nếu nó tuân thủ các điều khoản của thư tín dụng, sẽ thực hiện yêu cầu đó.
Hầu hết các thư tín dụng được điều chỉnh bởi các quy tắc do Phòng Thương mại Quốc tế ban hành, được gọi là Thông lệ và Thực hành Thống nhất cho Tín dụng Chứng từ . Phiên bản hiện tại, UCP 600, có hiệu lực từ ngày 1 tháng 7 năm 2007. Thông thường, các ngân hàng sẽ yêu cầu tài sản thế chấp từ người mua để phát hành thư tín dụng và sẽ tính một khoản phí thường là tỷ lệ phần trăm của số tiền được bao trả bởi thư tín dụng.

## Diễn giải chi tiết
Ngân hàng phát hành một L/C yêu cầu thanh toán cho người thụ hưởng một số tiền nhất định khi người thụ hưởng xuất trình bộ chứng từ theo quy định của L/C chứng minh người thụ hưởng hoàn thành nghĩa vụ cung cấp hàng hóa hoặc dịch vụ trong một khoảng thời gian nhất định được quy định trong L/C. Khi đó, sau khi người thụ hưởng hoàn thành nghĩa vụ giao hàng hóa hoặc dịch vụ, lập bộ chứng từ, xuất trình bộ chứng từ cho ngân hàng phát hành hoặc ngân hàng chỉ định trong khoảng thời gian quy định của tín dụng thư, để được thanh toán, bộ chứng từ đó phải thỏa mãn những điều kiện sau đây:
- Bộ chứng từ phải đầy đủ về mặt chủng loại và số lượng, thể hiện nội dung phù hợp với các yêu cầu của L/C, bản thân các chứng từ không mâu thuẫn nhau về mặt nội dung. Ví dụ như thư tín dụng yêu cầu xuất trình bao nhiêu loại chứng từ, mỗi loại bao nhiêu bản gốc, bao nhiêu bản sao, ngày phát hành trong khoảng thời gian nào, nội dung thể hiện ra sao..., thì bộ chứng từ do người thụ hưởng xuất trình phải đáp ứng đầy đủ các yêu cầu đó.
- Bộ chứng từ phải phù hợp với UCP (xem phần UCP) được dẫn chiếu trong L/C.
- Bộ chứng từ phải phù hợp với ISBP (xem phần ISBP).

## Các bên tham gia quy trình thanh toán L/C
- Ngân hàng phát hành (Issuing Bank): Phát hành L/C.
- Ngân hàng thông báo (Advising Bank): Thông báo L/C.
- Ngân hàng xác nhận (Confirming Bank): Xác nhận LC.
- Ngân hàng bồi hoàn (Reimbursing Bank): Thanh toán đến Ngân hàng đòi tiền trong trường hợp L/C có chỉ định.
- Ngân hàng chiết khấu (Negotiating Bank): Thương lượng chiết khấu bộ chứng từ.
- Ngân hàng xuất trình (Presenting Bank): Xuất trình bộ chứng từ đến ngân hàng được chỉ định trong L/C.
- Ngân hàng được chỉ định (Nominated Bank): Được ngân hàng phát hành chỉ định làm một công việc cụ thể nào đó, thường là thương lượng chiết khấu hoặc thanh toán bộ chứng từ.
- Ngân hàng đòi tiền (Claiming Bank): đòi tiền bộ chứng từ theo sự ủy quyền của các bên thụ hưởng.
- Người mở thư tín dụng (Applicant).
- Người thụ hưởng (Beneficiary).

Tùy theo quy định của từng L/C cụ thể, một ngân hàng có khi đảm nhận nhiều chức năng của các ngân hàng được liệt kê như trên.
Chức năng, nhiệm vụ, trách nhiệm của các bên có liện quan được quy định cụ thể trong UCP và ISBP.

## UCP
UCP là từ viết tắt tiếng Anh "The Uniform Customs and Practice for Documentary Credits", tiếng Việt  là "Quy tắc thực hành thống nhất về tín dụng chứng từ", phiên bản mới nhất là phiên bản UCP600 (sửa đổi lần thứ 6) do ICC  (International Chamber of Commerce: Phòng Thương mại Quốc tế) ban hành ngày 25/10/2006, có hiệu lực vào ngày 01/07/2007.
UCP là văn bản pháp lý cơ sở để ràng buộc các bên tham gia thanh toán bằng phương thức L/C.
UCP600 có 39 điều khoản, điều chỉnh tất cả các mối quan hệ của các bên tham gia nghiệp vụ thanh toán L/C, trách nhiệm và nghĩa vụ bên tham gia trong nghiệp vụ thanh toán L/C. Quy định cách thức lập và kiểm tra chứng từ xuất trình theo L/C.

## ISBP
ISBP là từ viết tắt tiếng Anh "International Standard Banking Practice for the Examination of Documents Under Documentary Credits", tiếng Việt gọi là "Tập quán ngân hàng tiêu chuẩn quốc tế dùng để kiểm tra chứng từ trong phương thức tín dụng chứng từ" dùng để kiểm tra chứng từ theo thư tín dụng phiên bản số 681, do ICC ban hành năm 2007.
Văn kiện này ra đời nhằm cụ thể hóa những quy định của UCP600, thể hiện sự nhất quán với UCP cũng như các quan điểm và các quyết định của ủy Ban Ngân hàng của ICC. Văn bản này không sửa đổi UCP, mà chỉ giải thích rõ ràng cách thực hiện UCP đối với những người làm thực tế liên quan đến tín dụng chứng từ.
Hiện nay đã có ISBP 745, ban hành năm 2013.

## Quy trình vận hành của L/C
Xét về bản chất, L/C là một hình thức cấp tín dụng của tổ chức tín dụng cấp cho người đề nghị mở L/C dưới dạng một bảo lãnh thanh toán có điều kiện. Quy trình thực hiện L/C diễn ra như sau: 
- Người mở L/C (Applicant) đến ngân hàng mở L/C (Issuing Bank), đề nghị mở L/C cho người thụ hưởng (Beneficiary) được thông báo cho người thụ hưởng thông qua một ngân hàng thông báo (Advising Bank) do người thụ hưởng chỉ định (Trường hợp người đề nghị mở L/C và người thụ hưởng L/C không chỉ định được ngân hàng thông báo, thì ngân hàng phát hành có thể tự chọn ngân hàng thông báo, nhưng trường hợp này rất ít).
- Khi người thụ hưởng hoàn thành nghĩa vụ giao hàng hóa hoặc dịch vụ, người thụ hưởng lập bộ chứng từ (Documents) theo yêu cầu của L/C, xuất trình đến ngân hàng thông báo, ngân hàng thương lượng (Negotiating Bank) hoặc ngân hàng xuất trình (Presenting Bank) tùy theo quy định của L/C và nhu cầu của người thụ hưởng. Khi các ngân hàng nêu trên nhận bộ chứng từ, họ tiến hành kiểm tra tính hợp lệ của bộ chứng từ, thông báo bất hợp lệ (Discrepancies) cho người thụ hưởng để tiến hành chỉnh sửa chứng từ (nếu có)
- Trong trường hợp bộ chứng từ phù hợp, ngân hàng nhận chứng từ sẽ tiến hành chiết khấu (Negotiation) bộ chứng từ và/hoặc gửi bộ chứng từ đi đòi tiền hoặc đi điện đòi tiền (nếu L/C cho phép đòi tiền bằng điện).
- Khi ngân hàng phát hành hoặc ngân hàng được chỉ định nhận bộ chứng từ, họ tiến hành kiểm tra tính hợp lệ bộ chứng từ. Nếu bộ chứng từ hợp lệ, họ sẽ tiến hành thanh toán (đối với L/C trả ngay) hoặc đi điện chấp nhận thanh toán (đối với L/C trả chậm). Trong trường hợp bộ chứng từ có bất hợp lệ, họ sẽ đi điện thông báo bất hợp lệ cho ngân hàng gửi bộ chứng từ để xin chỉ thị đồng thời thông báo cho người đề nghị mở L/C. Nếu người đề nghị mở L/C và người thụ hưởng L/C thương lượng chấp nhận bất hợp lệ, ngân hàng nhận chứng từ sẽ giao bộ chứng từ cho người đề nghị mở L/C đổi lấy thanh toán hoặc chấp nhận thanh toán, nếu hai bên không thỏa thuận được bất hợp lệ, ngân hàng nhận bộ chứng từ sẽ tiến hành hoàn trả bộ chứng từ cho ngân hàng xuất trình dựa trên chỉ thị của ngân hàng xuất trình. Trường hợp L/C cho phép đòi tiền bằng điện, khi nhận được điện đòi tiền, ngân hàng phát hành tiến hành thanh toán cho ngân hàng đòi tiền hoặc ủy quyền cho ngân hàng bồi hoàn thanh toán.

## Các đặc điểm đặc biệt của L/C
- L/C không phụ thuộc vào hợp đồng cơ sở (hợp đồng mà xuất phát từ hợp đồng đó người ta tiến hành mở L/C). Các ngân hàng không liên quan hoặc bị ràng buộc bởi các hợp đồng như thế ngay cả khi L/C có dẫn chiếu đến các hợp đồng đó (điều 4 UCP600).
- Các ngân hàng làm việc với nhau trên cơ sở chứng từ chứ không quan tâm đến hàng hóa/dịch vụ. Cho dù người bán giao hàng bị thiếu, hàng kém chất lượng, giao hàng sai ..., nhưng nếu trên bề mặt chứng từ thể hiện phù hợp với L/C, UCP, ISBP thì ngân hàng phát hành phải thanh toán cho người thụ hưởng. Các bên tham gia trong thư tín dụng không được lợi dụng vào tình trạng hàng hóa/dịch vụ được giao để trì hoãn việc thanh toán (Điều 5 UCP600).
- Theo UCP600 thì L/C là không thể hủy ngang.
- Theo UCP600 quy định, thì các bên muốn áp dụng phiên bản UCP nào thì phải quy định rõ trong thư tín dụng.
- Mặc dù người đề nghị mở L/C tham gia với tư cách là người mua hàng hóa/dịch vụ, nhưng ngân hàng phát hành mới là người thanh toán, cho nên khi người thụ hưởng ký phát hối phiếu đòi tiền thì phải đòi tiền ngân hàng phát hành L/C.

## Khả năng chuyển nhượng
Nhà xuất khẩu có quyền cung cấp tín dụng cho một hoặc nhiều người thụ hưởng tiếp theo. Các khoản tín dụng được thực hiện có thể chuyển nhượng khi người thụ hưởng ban đầu là "người trung gian", người mà bản thân anh ta hoặc công ty anh ty anh ta  không tự cung cấp chứng từ mà đi mua hàng hóa hoặc chứng từ từ các nhà cung cấp khác sau đó sắp xếp chúng để gửi đến ngân hàng phát hành.
Một thư tín dụng có thể được chuyển cho người thụ hưởng thứ hai theo yêu cầu của người thụ hưởng thứ nhất chỉ khi nó nêu rõ ràng rằng thư tín dụng là "có thể chuyển nhượng được". Một ngân hàng không có nghĩa vụ phải chuyển nhượng một khoản tín dụng. Nó có thể được chuyển tiếp cho nhiều hơn một người thụ hưởng thay thế miễn là nó cho phép vận chuyển một phần. Các điều khoản và điều kiện của tín dụng ban đầu phải được sao chép chính xác trong tín dụng được chuyển nhượng. Tuy nhiên, để giữ được tính khả thi của thư tín dụng có thể chuyển nhượng, một số tiêu chí có thể được giảm hoặc cắt bớt, bao gồm:
- Số lượng
- Đơn giá của hàng hóa (nếu có)
- Ngày hết hạn
- Giai đoạn trình bày
- Ngày giao hàng mới nhất hoặc khoảng thời gian nhất định cho lô hàng.

Người thụ hưởng đầu tiên có thể yêu cầu ngân hàng chuyển tiền thay thế cho người nộp đơn. Tuy nhiên, nếu một chứng từ không phải là hóa đơn phải được phát hành theo cách thể hiện tên của người nộp đơn. Trong trường hợp đó, yêu cầu đó phải chỉ ra rằng khoản tín dụng đã chuyển đã hết trách nhiệm. Tín dụng đã chuyển không được chuyển lại cho người thụ hưởng thứ ba theo yêu cầu của người thụ hưởng thứ hai.
Trong một số trường hợp, người trung gian không muốn người mua và nhà cung cấp biết nhau. Người trung gian có quyền thay thế hóa đơn của chính mình cho nhà cung cấp và nhận phần chênh lệch làm lợi nhuận.

## Rủi ro có thể gặp phải
Thư tín dụng thường được sử dụng trong các giao dịch quốc tế để đảm bảo rằng khoản thanh toán sẽ được nhận ở nơi người mua và người bán có thể không biết nhau và đang hoạt động ở các quốc gia khác nhau. Trong trường hợp này, người bán phải chịu một số rủi ro như rủi ro tín dụng , rủi ro pháp lý do khoảng cách, luật khác nhau và khó hiểu biết cá nhân từng bên. Một số rủi ro khác vốn có trong thương mại quốc tế bao gồm:

### Gian lận
Khoản thanh toán sẽ được nhận đối với hàng hóa không tồn tại hoặc vô giá trị nếu người thụ hưởng xuất trình các chứng từ giả mạo hoặc giả mạo.

### Rủi ro pháp lý
Có khả năng việc thực hiện tín dụng chứng từ có thể bị ảnh hưởng bởi hành động pháp lý liên quan trực tiếp đến các bên cũng như các quyền và nghĩa vụ của họ theo tín dụng chứng từ hoặc việc thực hiện có thể bị ngăn cản bởi hành động của chính phủ nằm ngoài sự kiểm soát của các bên. Ngoài ra, việc thực hiện hợp đồng - bao gồm nghĩa vụ theo quan hệ tín dụng chứng từ - cũng có thể bị ngăn cản bởi các yếu tố bên ngoài như thiên tai hoặc xung đột vũ trang. Tuy nhiên, những rủi ro này thường được coi là thứ yếu so với rủi ro không thanh toán.

### Người đăng ký (Thường: Bên mua)
Một số rủi ro có thể liên quan đến các bên của chính người nộp đơn. Chúng có thể bao gồm các trường hợp không giao được Hàng hóa, "Short Shipment" , hàng kém chất lượng, bị hư hỏng hoặc bị trễ hạn. Người nộp đơn cũng có nguy cơ bị ngân hàng không thanh toán.

### Ngân hàng phát hành
Ngân hàng phát hành cũng phải chịu những rủi ro mà anh ta có thể tìm cách giảm thiểu thông qua các kỹ thuật khác nhau. Anh ta sẽ phải chịu rủi ro mất khả năng thanh toán của người nộp đơn, tức là rủi ro người nộp đơn bị vỡ nợ trước khi anh ta có khả năng hoàn trả thư tín dụng. Thứ hai, ngân hàng sẽ có nguy cơ bị lừa đảo bởi người bán, họ có thể cung cấp các chứng từ không chính xác hoặc giả mạo để nhận tiền thanh toán. Nếu ngân hàng lẽ ra phải biết rằng các chứng từ đó là gian lận, thì ngân hàng sẽ bị coi là gian lận.

### Người thụ hưởng
Người thụ hưởng sẽ phải chịu rủi ro do chính họ không tuân thủ các điều kiện tín dụng hoặc không thực hiện, hoặc chậm thanh toán từ ngân hàng phát hành. Những rủi ro này được coi là xa vời. Điều quan trọng, người thụ hưởng không phải chịu rủi ro do người nộp đơn đặt ra khi hàng hóa bị hư hỏng hoặc kém chất lượng. Mặc dù anh ta có thể bị người nộp đơn kiện vào thời điểm sau đó, ngân hàng phát hành không thể giảm khoản thanh toán còn nợ tương ứng với thiệt hại đã xảy ra. Điều này rất quan trọng trong việc giảm thiểu rủi ro mất khả năng thanh toán. Điều quan trọng đối với một thư tín dụng là việc người thụ hưởng (người bán) cố gắng cô lập mình khỏi rủi ro tín dụng của người mua. Điều đó có nghĩa là, nó quan tâm chủ yếu đến khả năng thanh toán tiền hàng của người mua.

### Định giá
Phí phát hành, bao gồm thương lượng, bồi hoàn và các khoản phí khác do người nộp đơn thanh toán hoặc theo các điều khoản và điều kiện của LC. Nếu LC không quy định các khoản phí, chúng sẽ do Người nộp đơn thanh toán. Các điều khoản liên quan đến phí được chỉ ra trong trường 71B.

## Tên gọi của Thư tín dụng
- Letter of credit.
- Documentary credit.
- Documentary Letter of Credit.
- Credit (được định nghĩa trong UCP600).
- Tên viết tắt là: L/C, LC, LOC, DC, D/C.

## Các loại thư tín dụng

### Chia theo tính chất có thể hủy ngang
- Thư tín dụng có thể hủy ngang (Revocable Letter of Credit) (loại này đã bị bỏ theo UCP600 và tất cả các thư tín dụng là không thể hủy ngang trong trường hợp L/C dẫn chiếu UCP600).
- Thư tín dụng không thể hủy ngang (Irrevocable Letter of Credit).ẠẠẠ

Chia theo tính chất của L/C
- Thư tín dụng xác nhận (Confirmed Letter of Credit).
- Thư tín dụng chuyển nhượng (Transferable Letter of Credit).
- Thư tín dụng tuần hoàn (Revolving Letter of Credit).
- Thư tín dụng giáp lưng (Back to Back Letter of Credit).
- Thư tín dụng đối ứng(Reciprocal Letter of Credit).
- Thư tín dụng dự phòng(Standby Letter of Credit).

### Chia theo thời hạn thanh toán của L/C
- Thư tín dụng trả ngay (Sight Letter of Credit).
- Thư tín dụng trả chậm (Deferred Letter of Credit).
- Thư tín dụng thanh toán hỗn hợp (Mixed Payment Letter of Credit)
- Thư tín dụng điều khoản đỏ (Red Clause Letter of Credit).